# Wada de Helsingia
Wada de Helsingia también Wade, Watte y Vati fue un caudillo legendario de los Hælsings, que está asociado con Helsingia (Hälsingland), Suecia, héroe del siglo VI que aparece citado en el poema Widsith, y en la saga de Wade. En su origen pudo ser un dios del mar de la mitología anglosajona que fue degradado a héroe del folclore germánico tras la cristianización.
En Þiðreks saga af Bern, Wada está personificado como un gigante del mar, padre de Wayland. 
Tras la conquista normanda de Inglaterra, Nigel de Fossard, un caballero normando, construyó una fortaleza donde según la leyenda estuvo emplazado anteriormente el castillo de Wada en Yorkshire.